# TAM
TAM je slovenska tvornica kamiona i autobusa sa sjedištem u Mariboru. Tvornica je utemeljena 31. prosinca 1946. godine po nalogu Josipa Broza pod imenom "Tovarna Avtomobilov Maribor" odnosno "Tvornica Automobila Maribor". Prvi model kamiona koji je nosio ime "TAM Pionir" napravljen je po licenci čehoslovačke marke "Praga". Model se proizvodio do 1962. godine i napravljeno ih je 1700 komada. 1958. godine počinju proizvoditi vozila i motore po licenci njemačke tvrtke Magirus-Deutz. 1961. godine preimenovana je u "Tovarna Avtomobilov in Motorjev Maribor" odnosno "Tvornica Automobila i Motora Maribor". "TAM" je bio vodeći proizvođač civilnih i vojnih kamiona u bivšoj SFRJ. 1986. godine proizvedeno je 200.000 vozilo. 1996. godine tvornica je restrukturirana i podjeljena u više poduzeća. 2001. godine preimenovana je u "Tovarna Vozil Maribor" odnosno "Tvornica Vozila Maribor" koja danas nastavlja tradiciju proizvodnje gospodarskih vozila u Mariboru, po licenci MAN-a.

## Proizvedena vozila
| Godina | Br. proizvedenih vozila |
| ------ | ----------------------- |
| 1947.  | 27                      |
| 1948.  | 113                     |
| 1949.  | 288                     |
| 1950.  | 446                     |
| 1951.  | 787                     |
| 1952.  | 716                     |
| 1953.  | 1389                    |
| 1954.  | 1659                    |
| 1955.  | 1966                    |
| 1956.  | 2310                    |
| 1957.  | 2749                    |
| 1958.  | 2526                    |
| 1959.  | 2605                    |
| 1960.  | 2777                    |
| 1961.  | 2838                    |
| 1962.  | 3013                    |
| 1963.  | 3508                    |
| 1964.  | 3872                    |
| 1965.  | 3943                    |
| 1966.  | 4085                    |
| 1967.  | 4764                    |
| 1968.  | 5513                    |
| 1969.  | 5621                    |
| 1970.  | 6442                    |

Proizvedena vozila od 1971. do 1985. godine. 
| Godina      | Br. proizvedenih vozila |
| ----------- | ----------------------- |
| 1971 - 1975 | 38423                   |
| 1976 - 1980 | 44683                   |
| 1981 - 1985 | 45071                   |

Do 1985. godine ukupno je proizvedeno 192.136 vozila.

## Označavanje vozila
TAM je svoja vozila označavao na sljedeći način:
1. Kamioni : Primjer: 190 T 11
* Prvi broj 190 označava snagu motora u konjskim snagama
* Slovo T označava slovensku riječ "Tovornjak" odnosno kamion
* Drugi broj 11 označava ukupnu dozvoljenu masu u tonama
2. Autobusi : Primjer: 260 A 116 M
* Prvi broj 260 označava snagu motora u konjskim snagama
* Prvo slovo A označava autobus
* Drugi broj 116 označava dužinu vozila u metrima (11,6 metara)
* Drugo slovo M označava slovensku riječ "mestni" odnosno gradski autobus
* Ako je drugo slovo P označava slovensku riječ "primestni" odnosno prigradski autobus
* Ako je drugo slovo T označava turistički autobus

## Galerija slika
- Autobus TAM 232 A 116 M u Bratislavi
- Autobus TAM 260 A 116 M
- Vojni kamion TAM 150
- Autobus "Marbus"
- Vatrogasni kamion TAM 190 T 15
- Autobus TAM 260 A 116 P
- Autobus TAM 260 A 119
- Vatrogasni kamion TAM 125 T 10